# Matthäuskirche (Zell)

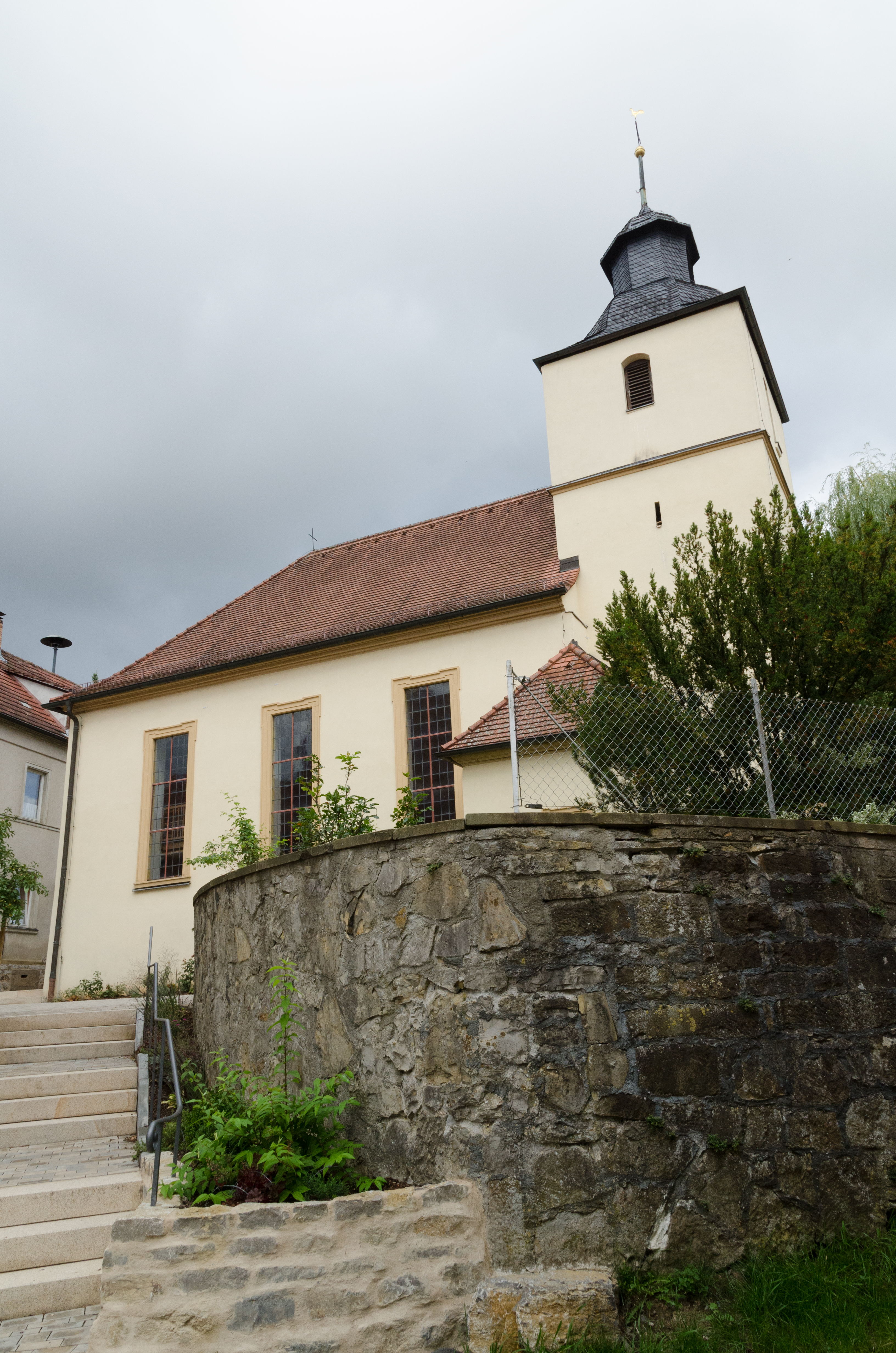
Die Kirche in Zell

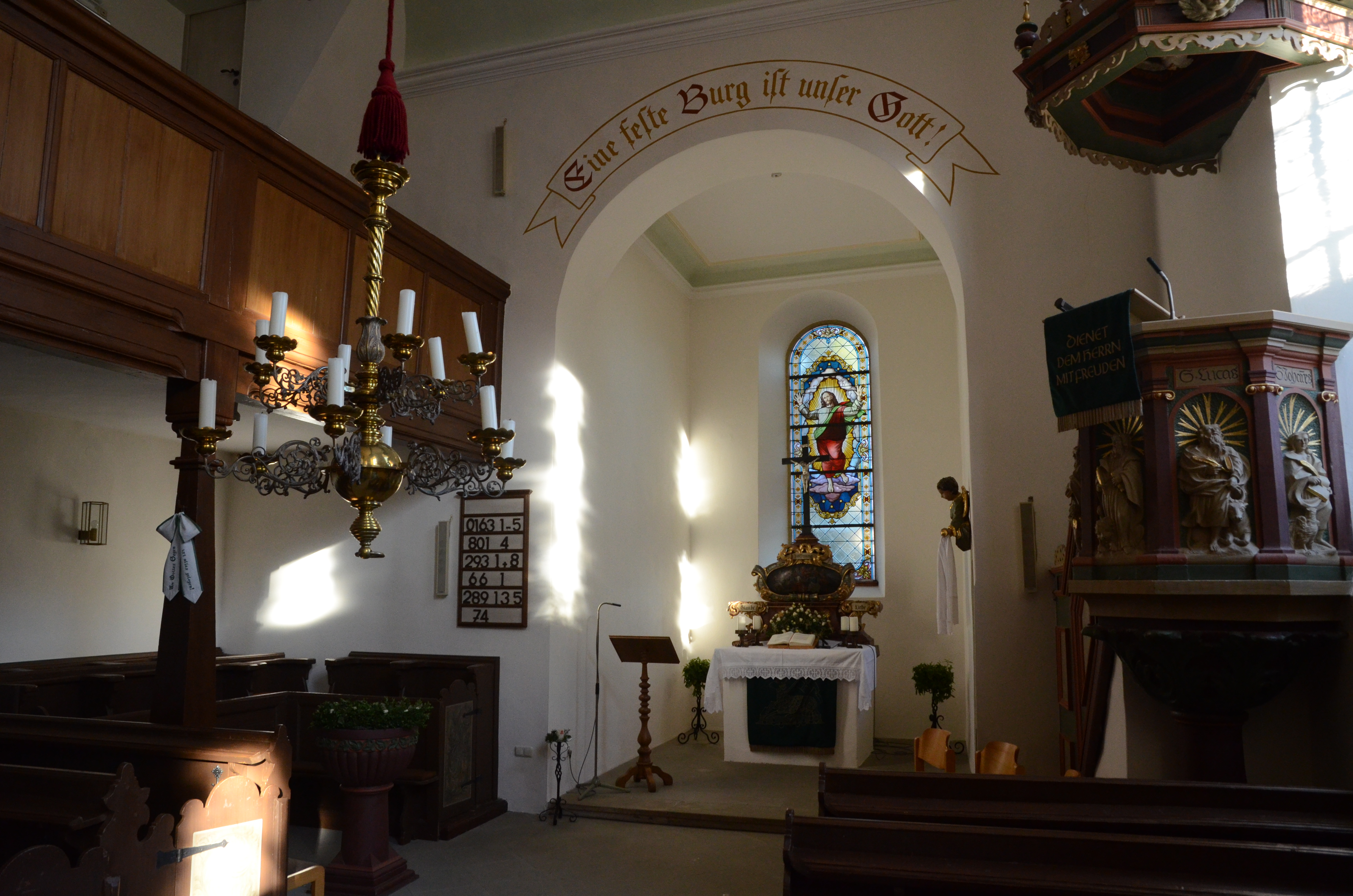
Innenraum der Kirche

Die evangelisch-lutherische Matthäuskirche ist die Pfarrkirche von Zell, einem Ortsteil von Üchtelhausen im unterfränkischen Landkreis Schweinfurt. Sie gehört zu den Baudenkmälern von Üchtelhausen und ist zusammen mit der Kirchhofmauer unter der Nummer D-6-78-146-37 in der Bayerischen Denkmalliste registriert. Die Kirchengemeinde Zell gehört zur Pfarrei Zell-Weipoltshausen-Madenhausen im Dekanat Schweinfurt.

## Geschichte
Im Mittelalter bestand bereits eine Kirche, von der noch der Kirchturm erhalten ist. Im Jahr 1717 wurde die heutige Kirche erbaut und 1730 mit einer Orgel ausgestattet. Renovierungen fanden in den Jahren 1821, 1902, 1957, 1985/86 und 2006 statt. Bei der Renovierung des Jahres 1902 wurde eine neue Orgel eingebaut und 2006 die vom Absturz bedrohte Empore instand gesetzt.

## Beschreibung
Der Kirchturm mit welscher Haube steht als Chorturm im Osten. Chor und Langhaus sind flachgedeckt. Das Chorfenster ist rundbogig, während die Langhausfenster  der nördlichen Wand Ochsenaugen und die der südlichen  rechteckig sind. Am Altar befindet sich ein Kruzifix über der Darstellung von Glaube, Hoffnung und Liebe. Das Langhaus besitzt eine L-förmige Empore entlang der nördlichen und westlichen Wand. Die Orgel steht auf dem westlichen Teil der Empore. Die Kirchenbänke haben zum Teil Türen und sind mit Namen und Jahreszahlen beschriftet. An der Kanzel von 1720, die an der südlichen Wand angebracht ist, sieht man Figuren der vier Evangelisten.